# Ścianka (show business)

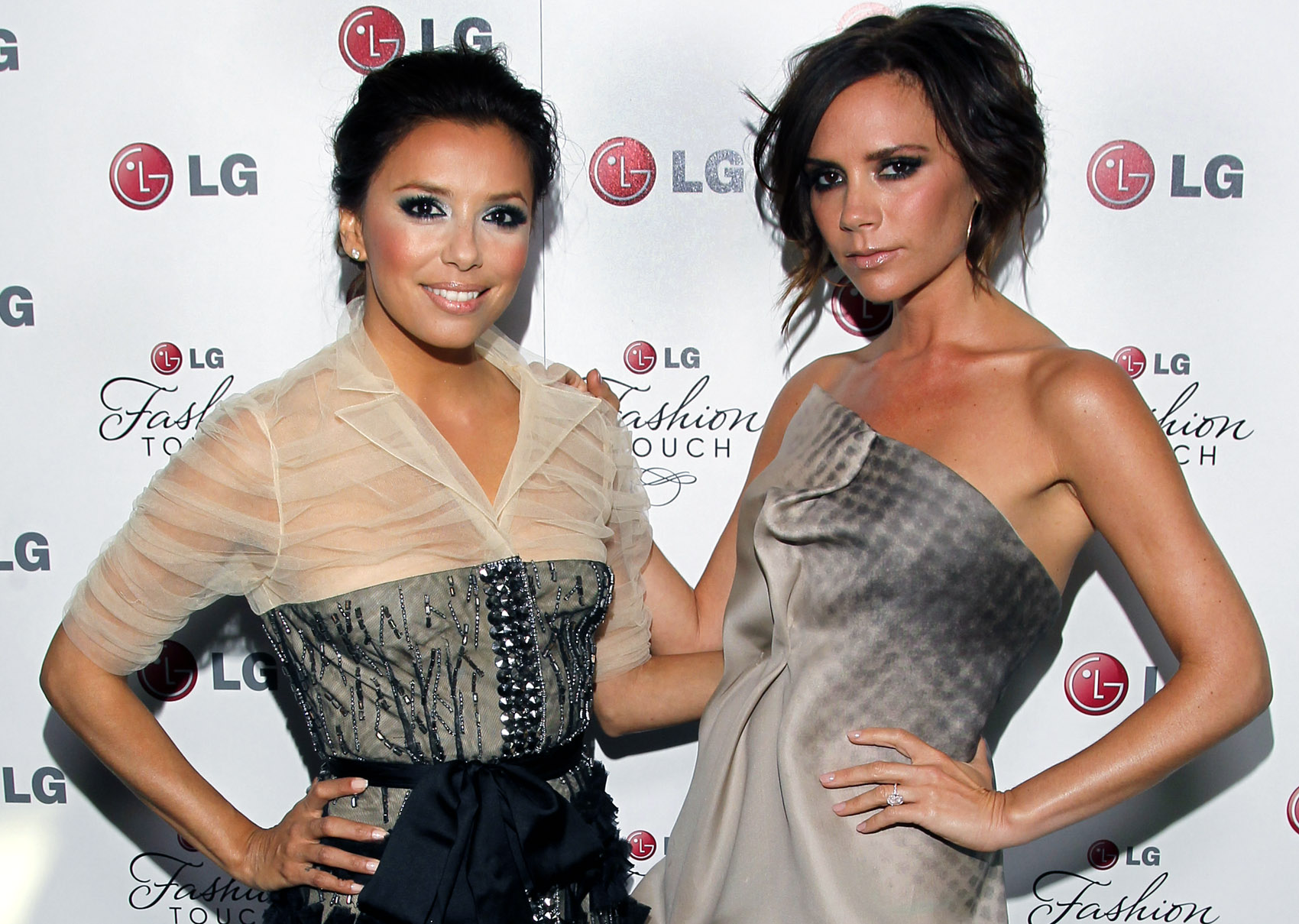
Eva Longoria i Victoria Beckham na ściance

Ścianka – baner z logo sponsorów, na tle którego celebryci pozują do zdjęć podczas bankietów.
Fotografie i nagrania wykorzystywane są później w czasopismach, telewizji i mediach społecznościowych budując rozpoznawalność marki sponsora, a dla celebrytów jest to sposób na dodatkowy zarobek.
Początkowo był to głównie element gal Oscarowych i pokazów mody znany pod nazwą step and repeat (ang. stań i powtórz). Do Polski tego typu ścianki wzorowane na zagranicznych dotarły pod koniec lat 90. XX wieku.